# 圣德太子纪念堂旧址
圣德太子纪念堂旧址，位于辽宁省大连市沙河口区联合路62-3号中山公园内。现为沙河口区老干部活动中心，保存完好。

## 历史
明治三十八年（1905年），日本取代沙俄占领旅大，在刘家屯小山建起了圣德太子堂和圣德神社，为日本和式建筑，供奉圣德太子木雕神像，1954年，圣德公园更名为中山公园。太子堂改为少年宫。圣德神社则被拆除。

## 保护
2003年9月29日，日本圣德太子纪念堂旧址公布为第五批大连市文物保护单位。
2014年10月，圣德太子纪念堂旧址公布为第九批辽宁省文物保护单位，序号9-173-5-29。